# Puchar Świata w narciarstwie alpejskim mężczyzn 2024/2025
Puchar Świata w narciarstwie alpejskim mężczyzn 2024/2025 to 59. edycja tej imprezy. Cykl rozpoczął się tradycyjnie w austriackim Sölden, 27 października 2024 roku, zaś zakończył zawodami w amerykańskim Sun Valley, 27 marca 2025 roku.
Najważniejszą imprezą sezonu były zaplanowane w dniach 4–16 lutego 2025 r. Mistrzostwa Świata w Narciarstwie Alpejskim 2025 w Saalbach-Hinterglemm.
Puchar Świata zdobyty w poprzednim sezonie obronił Szwajcar Marco Odermatt.

## Podium zawodów

### Indywidualnie
| Lp.                                                                                | Data                                                                               | Miejscowość                                                                        | Trasa                                                                              | Konkurencja                                                                        | 1. miejsce            | 2. miejsce           | 3. miejsce            |
| ---------------------------------------------------------------------------------- | ---------------------------------------------------------------------------------- | ---------------------------------------------------------------------------------- | ---------------------------------------------------------------------------------- | ---------------------------------------------------------------------------------- | --------------------- | -------------------- | --------------------- |
| 1.                                                                                 | 27 października 2024                                                               | Sölden                                                                             | Rettenbach                                                                         | gigant                                                                             | Alexander Steen Olsen | Henrik Kristoffersen | Atle Lie McGrath      |
| 2.                                                                                 | 17 listopada 2024                                                                  | Levi                                                                               | Levi Black                                                                         | slalom                                                                             | Clément Noël          | Henrik Kristoffersen | Loïc Meillard         |
| 3.                                                                                 | 24 listopada 2024                                                                  | Gurgl                                                                              | Kirchenkar                                                                         | slalom                                                                             | Clément Noël          | Kristoffer Jakobsen  | Atle Lie McGrath      |
| 4.                                                                                 | 6 grudnia 2024                                                                     | Beaver Creek                                                                       | Birds of Prey                                                                      | zjazd                                                                              | Justin Murisier       | Marco Odermatt       | Miha Hrobat           |
| 5.                                                                                 | 7 grudnia 2024                                                                     | Beaver Creek                                                                       | Birds of Prey                                                                      | supergigant                                                                        | Marco Odermatt        | Cyprien Sarrazin     | Lukas Feurstein       |
| 6.                                                                                 | 8 grudnia 2024                                                                     | Beaver Creek                                                                       | Birds of Prey                                                                      | gigant                                                                             | Thomas Tumler         | Lucas Braathen       | Žan Kranjec           |
| 7.                                                                                 | 14 grudnia 2024                                                                    | Val d’Isère                                                                        | Stade Olympique de Bellevarde                                                      | gigant                                                                             | Marco Odermatt        | Patrick Feurstein    | Stefan Brennsteiner   |
| 8.                                                                                 | 15 grudnia 2024                                                                    | Val d’Isère                                                                        | Stade Olympique de Bellevarde                                                      | slalom                                                                             | Henrik Kristoffersen  | Atle Lie McGrath     | Loïc Meillard         |
| 9.                                                                                 | 20 grudnia 2024                                                                    | Val Gardena/Gröden                                                                 | Saslong                                                                            | supergigant                                                                        | Mattia Casse          | Jared Goldberg       | Marco Odermatt        |
| 10.                                                                                | 21 grudnia 2024                                                                    | Val Gardena/Gröden                                                                 | Saslong                                                                            | zjazd                                                                              | Marco Odermatt        | Franjo von Allmen    | Ryan Cochran-Siegle   |
| 11.                                                                                | 22 grudnia 2024                                                                    | Alta Badia                                                                         | Gran Risa                                                                          | gigant                                                                             | Marco Odermatt        | Léo Anguenot         | Alexander Steen Olsen |
| 12.                                                                                | 23 grudnia 2024                                                                    | Alta Badia                                                                         | Gran Risa                                                                          | slalom                                                                             | Timon Haugan          | Loïc Meillard        | Atle Lie McGrath      |
| 13.                                                                                | 28 grudnia 2024                                                                    | Bormio                                                                             | Stelvio                                                                            | zjazd                                                                              | Alexis Monney         | Franjo von Allmen    | Cameron Alexander     |
| 14.                                                                                | 29 grudnia 2024                                                                    | Bormio                                                                             | Stelvio                                                                            | supergigant                                                                        | Fredrik Møller        | Vincent Kriechmayr   | Alexis Monney         |
| 15.                                                                                | 8 stycznia 2025                                                                    | Madonna di Campiglio                                                               | Canalone Miramonti                                                                 | slalom                                                                             | Albert Popow          | Loïc Meillard        | Samuel Kolega         |
| 16.                                                                                | 11 stycznia 2025                                                                   | Adelboden                                                                          | Cheunisbaergli                                                                     | slalom                                                                             | Clément Noël          | Lucas Braathen       | Henrik Kristoffersen  |
| 17.                                                                                | 12 stycznia 2025                                                                   | Adelboden                                                                          | Cheunisbaergli                                                                     | gigant                                                                             | Marco Odermatt        | Loïc Meillard        | Luca De Aliprandini   |
| 18.                                                                                | 17 stycznia 2025                                                                   | Wengen                                                                             | Lauberhorn                                                                         | supergigant                                                                        | Franjo von Allmen     | Vincent Kriechmayr   | Stefan Rogentin       |
| 19.                                                                                | 18 stycznia 2025                                                                   | Wengen                                                                             | Lauberhorn                                                                         | zjazd                                                                              | Marco Odermatt        | Franjo von Allmen    | Miha Hrobat           |
| 20.                                                                                | 19 stycznia 2025                                                                   | Wengen                                                                             | Männlichen                                                                         | slalom                                                                             | Atle Lie McGrath      | Timon Haugan         | Henrik Kristoffersen  |
| 21.                                                                                | 24 stycznia 2025                                                                   | Kitzbühel                                                                          | Streifalm                                                                          | supergigant                                                                        | Marco Odermatt        | Raphael Haaser       | Stefan Rogentin       |
| 22.                                                                                | 25 stycznia 2025                                                                   | Kitzbühel                                                                          | Streifalm                                                                          | zjazd                                                                              | James Crawford        | Alexis Monney        | Cameron Alexander     |
| 23.                                                                                | 26 stycznia 2025                                                                   | Kitzbühel                                                                          | Ganslern                                                                           | slalom                                                                             | Clément Noël          | Alex Vinatzer        | Lucas Braathen        |
| 24.                                                                                | 28 stycznia 2025                                                                   | Schladming                                                                         | Planai                                                                             | gigant                                                                             | Alexander Steen Olsen | Henrik Kristoffersen | Marco Odermatt        |
| 25.                                                                                | 29 stycznia 2025                                                                   | Schladming                                                                         | Planai                                                                             | slalom                                                                             | Timon Haugan          | Manuel Feller        | Fabio Gstrein         |
|                                                                                    | 2 lutego 2025                                                                      | Garmisch-Partenkirchen                                                             |                                                                                    | zjazd                                                                              | Odwołano              | Odwołano             | Odwołano              |
| 48. Mistrzostwa Świata 2025 – Saalbach-Hinterglemm                                 |                                                                                    |                                                                                    |                                                                                    |                                                                                    |                       |                      |                       |
| 26.                                                                                | 22 lutego 2025                                                                     | Crans-Montana                                                                      | Piste Nationale                                                                    | zjazd                                                                              | Franjo von Allmen     | Marco Odermatt       | Alexis Monney         |
| 27.                                                                                | 23 lutego 2025                                                                     | Crans-Montana                                                                      | Piste Nationale                                                                    | supergigant                                                                        | Marco Odermatt        | Alexis Monney        | Dominik Paris         |
| 28.                                                                                | 1 marca 2025                                                                       | Kranjska Gora                                                                      | Podkoren 3                                                                         | gigant                                                                             | Henrik Kristoffersen  | Lucas Braathen       | Marco Odermatt        |
| 29.                                                                                | 2 marca 2025                                                                       | Kranjska Gora                                                                      | Podkoren 3                                                                         | slalom                                                                             | Henrik Kristoffersen  | Timon Haugan         | Manuel Feller         |
| 30.                                                                                | 7 marca 2025                                                                       | Kvitfjell                                                                          | Kvitfjell-Olympiabakken                                                            | zjazd                                                                              | Dominik Paris         | Marco Odermatt       | Stefan Rogentin       |
| 31.                                                                                | 8 marca 2025                                                                       | Kvitfjell                                                                          | Kvitfjell-Olympiabakken                                                            | zjazd                                                                              | Franjo von Allmen     | Marco Odermatt       | Stefan Rogentin       |
| 32.                                                                                | 9 marca 2025                                                                       | Kvitfjell                                                                          | Kvitfjell-Olympiabakken                                                            | supergigant                                                                        | Dominik Paris         | James Crawford       | Miha Hrobat           |
| 33.                                                                                | 15 marca 2025                                                                      | Hafjell                                                                            | Hafjelløypa                                                                        | gigant                                                                             | Loïc Meillard         | Marco Odermatt       | Thomas Tumler         |
| 34.                                                                                | 16 marca 2025                                                                      | Hafjell                                                                            | Hafjelløypa                                                                        | slalom                                                                             | Loïc Meillard         | Atle Lie McGrath     | Lucas Braathen        |
|                                                                                    | 22 marca 2025                                                                      | Sun Valley                                                                         |                                                                                    | zjazd                                                                              | Odwołano              | Odwołano             | Odwołano              |
| 35.                                                                                | 23 marca 2025                                                                      | Sun Valley                                                                         | Challenger SG                                                                      | supergigant                                                                        | Lukas Feurstein       | Raphael Haaser       | Franjo von Allmen     |
| 36.                                                                                | 25 marca 2025                                                                      | Sun Valley                                                                         | Greyhawk/Hemingway                                                                 | gigant                                                                             | Loïc Meillard         | Marco Odermatt       | Henrik Kristoffersen  |
| 37.                                                                                | 27 marca 2025                                                                      | Sun Valley                                                                         | Greyhawk/Hemingway                                                                 | slalom                                                                             | Timon Haugan          | Clément Noël         | Fabio Gstrein         |
| Puchar Świata w narciarstwie alpejskim mężczyzn 2024/2025 – klasyfikacja generalna | Puchar Świata w narciarstwie alpejskim mężczyzn 2024/2025 – klasyfikacja generalna | Puchar Świata w narciarstwie alpejskim mężczyzn 2024/2025 – klasyfikacja generalna | Puchar Świata w narciarstwie alpejskim mężczyzn 2024/2025 – klasyfikacja generalna | Puchar Świata w narciarstwie alpejskim mężczyzn 2024/2025 – klasyfikacja generalna | Marco Odermatt        | Henrik Kristoffersen | Loïc Meillard         |

## Klasyfikacje
| Lp. | Zawodnik             | Punkty |
| --- | -------------------- | ------ |
| 1.  | Marco Odermatt       | 1721   |
| 2.  | Henrik Kristoffersen | 1116   |
| 3.  | Loïc Meillard        | 1076   |
| 4.  | Franjo von Allmen    | 836    |
| 5.  | Timon Haugan         | 821    |
| 6.  | Lucas Braathen       | 714    |
| 7.  | Atle Lie McGrath     | 557    |
| 8.  | Clément Noël         | 606    |
| 9.  | Alexis Monney        | 567    |
| 10. | Stefan Rogentin      | 555    |

| Lp. | Zawodnik          | Punkty |
| --- | ----------------- | ------ |
| 1.  | Marco Odermatt    | 605    |
| 2.  | Franjo von Allmen | 522    |
| 3.  | Alexis Monney     | 327    |
| 4.  | Miha Hrobat       | 320    |
| 5.  | James Crawford    | 270    |
| 6.  | Dominik Paris     | 262    |
| 7.  | Justin Murisier   | 257    |
| 8.  | Stefan Rogentin   | 234    |
| 9.  | Cameron Alexander | 194    |
| 10. | Nils Allègre      | 193    |

| Lp. | Zawodnik           | Punkty |
| --- | ------------------ | ------ |
| 1.  | Marco Odermatt     | 536    |
| 2.  | Stefan Rogentin    | 321    |
| 3.  | Vincent Kriechmayr | 317    |
| 4.  | Franjo von Allmen  | 314    |
| 5.  | Fredrik Møller     | 270    |
| 6.  | Dominik Paris      | 262    |
| 7.  | Mattia Casse       | 260    |
| 8.  | Alexis Monney      | 240    |
| 9.  | Lukas Feurstein    | 236    |
| 10. | Raphael Haaser     | 225    |

| Lp. | Zawodnik              | Punkty |
| --- | --------------------- | ------ |
| 1.  | Marco Odermatt        | 580    |
| 2.  | Henrik Kristoffersen  | 454    |
| 3.  | Loïc Meillard         | 434    |
| 4.  | Alexander Steen Olsen | 346    |
| 5.  | Lucas Braathen        | 341    |
| 6.  | Thomas Tumler         | 298    |
| 7.  | Stefan Brennsteiner   | 284    |
| 8.  | Žan Kranjec           | 277    |
| 9.  | Filip Zubčić          | 262    |
| 10. | Luca De Aliprandini   | 237    |

| Lp. | Zawodnik             | Punkty |
| --- | -------------------- | ------ |
| 1.  | Henrik Kristoffersen | 662    |
| 2.  | Loïc Meillard        | 610    |
| 3.  | Timon Haugan         | 609    |
| 4.  | Clément Noël         | 606    |
| 5.  | Atle Lie McGrath     | 474    |
| 6.  | Lucas Braathen       | 373    |
| 7.  | Fabio Gstrein        | 359    |
| 8.  | Tanguy Nef           | 327    |
| 9.  | Manuel Feller        | 305    |
| 9.  | Linus Strasser       | 305    |

| Lp. | Państwo           | Punkty |
| --- | ----------------- | ------ |
| 1.  | Szwajcaria        | 6695   |
| 2.  | Austria           | 3967   |
| 3.  | Norwegia          | 3735   |
| 4.  | Francja           | 2575   |
| 5.  | Włochy            | 2143   |
| 6.  | Stany Zjednoczone | 1275   |
| 7.  | Kanada            | 975    |
| 8.  | Słowenia          | 827    |
| 9.  | Niemcy            | 761    |
| 10. | Brazylia          | 714    |